# Jens Bäumer
Jens Bäumer (* 9. August 1978 in Münster) ist ein ehemaliger deutscher Fußballspieler.

## Karriere
In seiner Jugend spielte er bei TuS Hiltrup, TSV Schwaigern und beim VfR Heilbronn. Seine Profifußballkarriere begann Bäumer aber beim Karlsruher SC in der Bundesliga. 2000 wechselte er zu Borussia Mönchengladbach, wo er drei Jahre unter Vertrag stand. 2003 ging er zu Preußen Münster in die Regionalliga Nord. Nach drei Jahren unterschrieb er 2006 dann einen Vertrag bei Rot Weiss Ahlen. Mit den Ahlenern stieg er 2008 noch einmal in die 2. Bundesliga auf.
Zwischen 1998 und 1999 bestritt er zudem sechs Spiele für die Deutsche U-21 Fußballnationalmannschaft.
Der Mittelfeldspieler spielte in seiner Karriere elf Spiele in der Bundesliga (kein Tor), 79 Spiele in der 2. Bundesliga (4 Tore) und 160 Spiele in der Regionalliga (13 Tore).
Im November 2017 wurde er Cheftrainer der U17-Juniorinnen des SC 13 Bad Neuenahr, im Februar 2018 erhielt er die Trainer-A-Lizenz an der Hennes-Weisweiler-Akademie. Zur Saison 2019/20 wurde er Co-Trainer der U14 von Borussia Mönchengladbach.